# Anaximène
Pour les articles homonymes, voir Anaximène (homonymie).
Anaximène (en grec ancien : Ἀναξιμένης / Anaximếnês) est un philosophe grec né vers 585 av. J.-C., mort vers 525 av. J.-C.

## Biographie
Anaximène est fils d'Eurystrate ; selon Diogène Laërce (II, 3), il est mort dans la 63e olympiade (528-525 av. J.-C.). Il fut le dernier disciple de l'école milésienne fondée par Thalès. Il aurait été l'élève d'Anaximandre et lui succéda. Ses écrits, à part quelques fragments, ont disparu. Diogène Laërce (II, 4 et 5) nous a transmis deux lettres de lui à Pythagore. Il eut peut-être Anaxagore et Diogène d'Apollonie pour disciples.
Montaigne, dans le livre premier de ses Essais, au chapitre 26 intitulé "De l'institution des enfants" raconte qu'Anaximène écrivit à Pythagore la chose suivante : « De quelle mentalité puis-je faire preuve pour mobiliser mon attention au secret des étoiles quand j'ai toujours la mort ou l'esclavage devant mes yeux ? ».

## Cosmologie
En physique et en astronomie, il n'apporta aucun progrès décisif par rapport à ses devanciers. Il suivait ses prédécesseurs en concevant la Terre en suspension. Il la concevait plate et circulaire, recouverte d'un dôme céleste. Le Soleil et la Lune étaient aussi des disques plats qui tournaient autour de la Terre. Il refusait toutefois le fait que le Soleil passe sous la Terre. La nuit, selon lui, il se dissimulait derrière l'horizon pour retourner à son point de départ matinal et heureux.
Anaximène croyait que les étoiles étaient clouées à la voûte céleste, ce qui en faisait les éléments les plus éloignés de la Terre. Un peu plus près se trouvaient les planètes, puis le Soleil et enfin la Lune.
Il affirmait que l’air est à l’origine de toute chose : dilaté à l'extrême, cet air devient feu ; comprimé, il se transforme en vent ; il produit des nuages, qui donnent de l'eau lorsqu'ils sont comprimés — une compression plus forte de l'eau transforme celle-ci en terre, dont la forme la plus condensée est la pierre —. Pour Empédocle, par l'action du ciel, la Terre reste tranquille par l'effet d'un tourbillon qui l'entoure ; pour Anaximène, Anaxagore et Démocrite, elle est une vaste et plate huche. « Eudème, dans ses livres Sur l’astronomie raconte qu’Œnopide a trouvé le premier l’obliquité du zodiaque et reconnu l’existence de la grande année : d’après lui, Thalès a fait voir que les éclipses de Soleil et les retours de cet astre aux solstices n’arrivent pas toujours après le même temps ; Anaximandre prétend que la terre est suspendue dans l’espace et se meut autour du centre du monde ; Anaximène a montré que la lune reçoit la lumière du Soleil et de quelle manière elle s’éclipse. D’autres ont ajouté de nouvelles découvertes à celles-là : que les étoiles se meuvent autour de l’axe immobile qui passe par les pôles, que les planètes se meuvent autour de l’axe perpendiculaire au zodiaque ; et que l’axe des étoiles et celui des planètes s’écartent l’un de l’autre, du côté du pentadécagone, et par conséquent d’un angle de 24 degrés ».

## Sciences
Anaximène chercha, comme tous les philosophes ioniens de la nature, le principe de toutes choses, l'origine et la structure de l'Univers. Dans ses Commentaires sur la Physique d'Aristote, Simplicius de Cilicie rapporte que d'après Théophraste, la doctrine de la raréfaction et condensation est due à Anaximène . Cette doctrine est également rapportée par Hippolyte de Rome dans ses Réfutations de toutes les hérésies . Il soutenait que l'air constitue la substance première, ce qui ressemble à la cosmologie d'Anaximandre, qui avait introduit le concept d’apeiron. Tout ce qui existe dans le monde n'était rien de plus que de l'air raréfié ou condensé. Ainsi, par la raréfaction, l'air chauffé se change en feu, formant les corps célestes tels que le Soleil. Par condensation, il se refroidit et devient successivement le vent, les nuages, l'eau et la terre.

## Hommage
L'astéroïde (6051) Anaximène porte son nom.